# Campionati europei di lotta 2022
I campionati europei di lotta 2022 sono stati la 73ª edizione della manifestazione continentale organizzata dalla UWW. Si sono svolti dal 28 marzo al 3 aprile 2022 al BOK Sports Hall di Budapest, in Ungheria. 
I lottatori e i funzionari appartenenti alle federazioni di Russia e Bielorussia non sono stati invitati a partecipare al torneo a causa dell'invasione russa dell'ucraina iniziata nel febbraio 2022. La decisione è stata assunta dall'UWW il 3 marzo 2022 a seguito della raccomandazione del Comitato Olimpico Internazionale (CIO) del 28 febbraio 2022, finalizzata a proteggere l'integrità delle competizioni sportive globali e per la sicurezza di tutti i partecipanti. È stato anche preservato il principio di reciprocità, considerato che il conflitto bellico è stato d'ostacolo alla partecipazione di alcuni lottatori ucraini.

## Programma
Ora locale UTC+1
| Data     | Ora         | Evento                                                                      |
| -------- | ----------- | --------------------------------------------------------------------------- |
| 28 marzo | 11.30-15.00 | Qualificazioni FS – 57,65,70,79,97 kg                                       |
| 28 marzo | 17.15-17.45 | Cerimonia d'apertura                                                        |
| 28 marzo | 18:00-19.30 | Semifinali: FS – 57,65,70,79,97 kg                                          |
| 29 marzo | 11.30-14.30 | Qualificazioni: FS – 61,74,86,92,125 kg; Ripescaggi: FS – 57,65,70,79,97 kg |
| 29 marzo | 16.45-17.45 | Semifinali: FS – 61,74,86,92,125 kg                                         |
| 29 marzo | 18.00-21.00 | Finali: FS – 57,65,70,79,97 kg                                              |
| 30 marzo | 11.30-14.00 | Qualificazioni: WW – 50,55,59,68,76 kg; Ripescaggi: FS – 61,74,86,92,125 kg |
| 30 marzo | 16.45-17.45 | Semifinali: WW – 50,55,59,68,76 kg                                          |
| 30 marzo | 18.00-21.00 | Finali: FS – 61,74,86,92,125 kg                                             |
| 31 marzo | 11.30-14.00 | Qualificazioni: WW – 53,57,62,65,72 kg; Ripescaggi: WW – 50,55,59,68,76 kg  |
| 31 marzo | 16.45-17.45 | Semifinali: WW – 53,57,62,65,72 kg                                          |
| 31 marzo | 18.00-21.00 | Finali: WW – 50,55,59,68,76 kg                                              |
| 1 aprile | 11.30-14.00 | Qualificazioni: GR – 55,63,77,87,130 kg; Ripescaggi: WW – 53,57,62,65,72 kg |
| 1 aprile | 16.45-17.45 | Semifinali: GR – 55,63,77,87,130 kg                                         |
| 1 aprile | 18.00-21.00 | Finali: WW – 53,57,62,65,72 kg                                              |
| 2 aprile | 11.30-14.00 | Qualificazioni: GR – 60,67,72,82,97 kg; Ripescaggi: GR – 55,63,77,87,130 kg |
| 2 aprile | 16.45-17.45 | Semifinali: GR – 60,67,72,82,97 kg                                          |
| 2 aprile | 18.00-21.00 | Finali: GR – 55,63,77,87,130 kg                                             |
| 3 aprile | 15.00-16.45 | Ripescaggi: GR – 60,67,72,82,97 kg                                          |
| 3 aprile | 17.00-20.00 | Finali: GR – 60,67,72,82,97 kg                                              |
| 3 aprile | 21.00       | Banchetto finale                                                            |

## Classifica squadre
| Pos. | Lotta libera maschile | Lotta libera maschile | Lotta greco-romana | Lotta greco-romana | Lotta libera femminile | Lotta libera femminile |
| Pos. | Squadra               | Punti                 | Squadra            | Punti              | Squadra                | Punti                  |
| ---- | --------------------- | --------------------- | ------------------ | ------------------ | ---------------------- | ---------------------- |
| 1    | Azerbaigian           | 159                   | Azerbaigian        | 165                | Turchia                | 140                    |
| 2    | Turchia               | 141                   | Turchia            | 150                | Ucraina                | 135                    |
| 3    | Georgia               | 133                   | Georgia            | 114                | Bulgaria               | 110                    |
| 4    | Armenia               | 88                    | Ungheria           | 97                 | Germania               | 101                    |
| 5    | Polonia               | 84                    | Armenia            | 88                 | Polonia                | 96                     |
| 6    | Ungheria              | 82                    | Bulgaria           | 84                 | Romania                | 89                     |
| 7    | Bulgaria              | 70                    | Ucraina            | 52                 | Moldavia               | 86                     |
| 8    | Macedonia del Nord    | 47                    | Romania            | 40                 | Ungheria               | 62                     |
| 9    | Slovacchia            | 44                    | Finlandia          | 37                 | Italia                 | 49                     |
| 10   | Moldavia              | 43                    | Serbia             | 37                 | Svezia                 | 43                     |

## Podi

### Lotta libera maschile
| Evento            | Oro                                | Argento                      | Bronzo                         |
| 57 kg (dettagli)  | Vladimir Egorov Macedonia del Nord | Aliabbas Rzazade Azerbaigian | Manvel Khndzrtsyan Armenia     |
| 57 kg (dettagli)  | Vladimir Egorov Macedonia del Nord | Aliabbas Rzazade Azerbaigian | Beka Bujiashvili Georgia       |
| 61 kg (dettagli)  | Arsen Harutyunyan Armenia          | Süleyman Atlı Turchia        | Eduard Grigorev Polonia        |
| 61 kg (dettagli)  | Arsen Harutyunyan Armenia          | Süleyman Atlı Turchia        | Georgi Vangelov Bulgaria       |
| 65 kg (dettagli)  | Iszmail Muszukajev Ungheria        | Haji Aliyev Azerbaigian      | Münir Recep Aktaş Turchia      |
| 65 kg (dettagli)  | Iszmail Muszukajev Ungheria        | Haji Aliyev Azerbaigian      | Islam Dudaev Albania           |
| 70 kg (dettagli)  | Zurabi Iakobishvili Georgia        | Arman Andreasyan Armenia     | Ramazan Ramazanov Bulgaria     |
| 70 kg (dettagli)  | Zurabi Iakobishvili Georgia        | Arman Andreasyan Armenia     | Nicolai Grahmez Moldavia       |
| 74 kg (dettagli)  | Tajmuraz Salkazanov Slovacchia     | Frank Chamizo Italia         | Turan Bayramov Azerbaigian     |
| 74 kg (dettagli)  | Tajmuraz Salkazanov Slovacchia     | Frank Chamizo Italia         | Giorgi Sulava Georgia          |
| 79 kg (dettagli)  | Georgios Kougioumtsidis Grecia     | Ashraf Ashirov Azerbaigian   | Vladimeri Gamq'relidze Georgia |
| 79 kg (dettagli)  | Georgios Kougioumtsidis Grecia     | Ashraf Ashirov Azerbaigian   | Muhammet Akdeniz Turchia       |
| 86 kg (dettagli)  | Myles Amine San Marino             | Abubakr Abakarov Azerbaigian | Osman Göçen Turchia            |
| 86 kg (dettagli)  | Myles Amine San Marino             | Abubakr Abakarov Azerbaigian | Sebastian Jezierzański Polonia |
| 92 kg (dettagli)  | Feyzullah Aktürk Turchia           | Achmed Bataev Bulgaria       | Osman Nurmagomedov Azerbaigian |
| 92 kg (dettagli)  | Feyzullah Aktürk Turchia           | Achmed Bataev Bulgaria       | Mirian Maisuradze Georgia      |
| 97 kg (dettagli)  | Magomedkhan Magomedov Azerbaigian  | Vladislav Baitcaev Ungheria  | Batyrbek Cakulov Slovacchia    |
| 97 kg (dettagli)  | Magomedkhan Magomedov Azerbaigian  | Vladislav Baitcaev Ungheria  | Zbigniew Baranowski Polonia    |
| 125 kg (dettagli) | Taha Akgül Turchia                 | Geno Petriashvili Georgia    | Robert Baran Polonia           |
| 125 kg (dettagli) | Taha Akgül Turchia                 | Geno Petriashvili Georgia    | Dániel Ligeti Ungheria         |

### Lotta greco-romana maschile
| Evento            | Oro                         | Argento                    | Bronzo                        |
| 55 kg (dettagli)  | Eldaniz Azizli Azerbaigian  | Nugzari Tsurtsumia Georgia | Rudik Mkrtchyan Armenia       |
| 55 kg (dettagli)  | Eldaniz Azizli Azerbaigian  | Nugzari Tsurtsumia Georgia | Emre Mutlu Turchia            |
| 60 kg (dettagli)  | Kerem Kamal Turchia         | Edmond Nazarjan Bulgaria   | Murad Mammadov Azerbaigian    |
| 60 kg (dettagli)  | Kerem Kamal Turchia         | Edmond Nazarjan Bulgaria   | Gevorg Gharibyan Armenia      |
| 63 kg (dettagli)  | Leri Abuladze Georgia       | Taleh Mammadov Azerbaigian | Oleksandr Hrušyn Ucraina      |
| 63 kg (dettagli)  | Leri Abuladze Georgia       | Taleh Mammadov Azerbaigian | Ahmet Uyar Turchia            |
| 67 kg (dettagli)  | Murat Fırat Turchia         | István Váncza Ungheria     | Slavik Galstyan Armenia       |
| 67 kg (dettagli)  | Murat Fırat Turchia         | István Váncza Ungheria     | Hasrat Jafarov Azerbaigian    |
| 72 kg (dettagli)  | Róbert Fritsch Ungheria     | Shmagi Bolkvadze Georgia   | Ulvu Ganizade Azerbaigian     |
| 72 kg (dettagli)  | Róbert Fritsch Ungheria     | Shmagi Bolkvadze Georgia   | Ali Arsalan Serbia            |
| 77 kg (dettagli)  | Malkhas Amoyan Armenia      | Yunus Emre Başar Turchia   | Sanan Suleymanov Azerbaigian  |
| 77 kg (dettagli)  | Malkhas Amoyan Armenia      | Yunus Emre Başar Turchia   | Aik Mnatsakanian Bulgaria     |
| 82 kg (dettagli)  | Rafig Huseynov Azerbaigian  | Gela Bolkvadze Georgia     | Burhan Akbudak Turchia        |
| 82 kg (dettagli)  | Rafig Huseynov Azerbaigian  | Gela Bolkvadze Georgia     | Tamás Lévai Ungheria          |
| 87 kg (dettagli)  | Turpal Bisultanov Danimarca | Nicu Ojog Romania          | Islam Abbasov Azerbaigian     |
| 87 kg (dettagli)  | Turpal Bisultanov Danimarca | Nicu Ojog Romania          | Robert' K'obliashvili Georgia |
| 97 kg (dettagli)  | Kiril Milov Bulgaria        | Arvi Savolainen Finlandia  | Daniel Gastl Austria          |
| 97 kg (dettagli)  | Kiril Milov Bulgaria        | Arvi Savolainen Finlandia  | Vladlen Kozljuk Ucraina       |
| 130 kg (dettagli) | Rıza Kayaalp Turchia        | Danila Sotnikov Italia     | Konsta Mäenpää Finlandia      |
| 130 kg (dettagli) | Rıza Kayaalp Turchia        | Danila Sotnikov Italia     | Dáriusz Vitek Ungheria        |

### Lotta libera femminile
| Evento           | Oro                        | Argento                      | Bronzo                      |
| 50 kg (dettagli) | Evin Demirhan Turchia      | Miglena Seliška Bulgaria     | Alina Vuc Romania           |
| 50 kg (dettagli) | Evin Demirhan Turchia      | Miglena Seliška Bulgaria     | Anna Łukasiak Polonia       |
| 53 kg (dettagli) | Jonna Malmgren Svezia      | Maria Prevolaraki Grecia     | Iulia Leorda Moldavia       |
| 53 kg (dettagli) | Jonna Malmgren Svezia      | Maria Prevolaraki Grecia     | Katarzyna Krawczyk Polonia  |
| 55 kg (dettagli) | Andreea Ana Romania        | Oleksandra Chomenec' Ucraina | Bediha Gün Turchia          |
| 55 kg (dettagli) | Andreea Ana Romania        | Oleksandra Chomenec' Ucraina | Mariana Drăguțan Moldavia   |
| 57 kg (dettagli) | Alina Hrušyna Ucraina      | Evelina Nikolova Bulgaria    | Tamara Dollák Ungheria      |
| 57 kg (dettagli) | Alina Hrušyna Ucraina      | Evelina Nikolova Bulgaria    | Sandra Paruszewski Germania |
| 59 kg (dettagli) | Anastasia Nichita Moldavia | Jowita Wrzesień Polonia      | Elena Brugger Germania      |
| 62 kg (dettagli) | Tajbe Jusein Bulgaria      | Luisa Niemesch Germania      | Natalia Kubaty Polonia      |
| 62 kg (dettagli) | Tajbe Jusein Bulgaria      | Luisa Niemesch Germania      | Ilona Prokopevnjuk Ucraina  |
| 65 kg (dettagli) | Tetjana Rižko Ucraina      | Elis Manolova Azerbaigian    | Kriszta Incze Romania       |
| 68 kg (dettagli) | Irina Rîngaci Moldavia     | Pauline Lecarpentier Francia | Alla Belins'ka Ucraina      |
| 68 kg (dettagli) | Irina Rîngaci Moldavia     | Pauline Lecarpentier Francia | Natalia Strzałka Polonia    |
| 72 kg (dettagli) | Anna Schell Germania       | Buse Tosun Turchia           | Kendra Dacher Francia       |
| 72 kg (dettagli) | Anna Schell Germania       | Buse Tosun Turchia           | Julijana Janeva Bulgaria    |
| 76 kg (dettagli) | Yasemin Adar Turchia       | Epp Mäe Estonia              | Enrica Rinaldi Italia       |
| 76 kg (dettagli) | Yasemin Adar Turchia       | Epp Mäe Estonia              | Bernadett Nagy Ungheria     |

## Medagliere
| Pos.   | Paese              | Oro | Argento | Bronzo | Totale |
| ------ | ------------------ | --- | ------- | ------ | ------ |
| 1      | Turchia            | 7   | 3       | 7      | 17     |
| 2      | Azerbaigian        | 3   | 6       | 7      | 17     |
| 3      | Georgia            | 2   | 4       | 5      | 11     |
| 4      | Bulgaria           | 2   | 4       | 4      | 10     |
| 5      | Ungheria           | 2   | 2       | 5      | 9      |
| 6      | Armenia            | 2   | 1       | 4      | 7      |
| 6      | Ucraina            | 2   | 1       | 4      | 7      |
| 8      | Moldavia           | 2   | 0       | 3      | 5      |
| 9      | Germania           | 1   | 1       | 2      | 4      |
| 9      | Romania            | 1   | 1       | 2      | 4      |
| 11     | Grecia             | 1   | 1       | 0      | 2      |
| 12     | Slovacchia         | 1   | 0       | 1      | 2      |
| 13     | Danimarca          | 1   | 0       | 0      | 1      |
| 13     | Macedonia del Nord | 1   | 1       | 0      | 2      |
| 13     | San Marino         | 1   | 1       | 0      | 2      |
| 13     | Svezia             | 1   | 1       | 0      | 2      |
| 17     | Italia             | 0   | 2       | 1      | 3      |
| 18     | Polonia            | 0   | 1       | 8      | 9      |
| 19     | Finlandia          | 0   | 1       | 1      | 2      |
| 19     | Francia            | 0   | 1       | 1      | 2      |
| 21     | Estonia            | 0   | 1       | 0      | 1      |
| 22     | Albania            | 0   | 0       | 1      | 1      |
| 22     | Austria            | 0   | 0       | 1      | 1      |
| 22     | Serbia             | 0   | 0       | 1      | 1      |
| Totale | Totale             | 30  | 30      | 58     | 118    |